# Luis Garavito

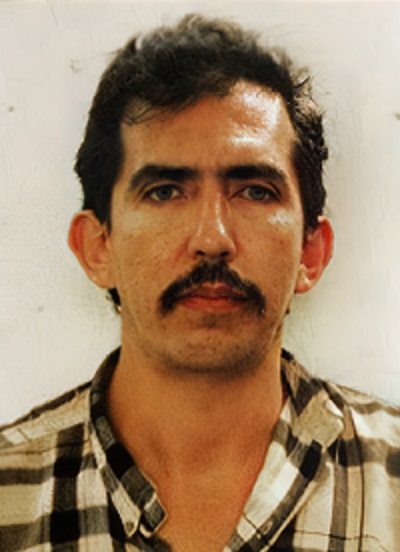
Luis Alfredo Garavito Cubillos sfotografowany przez kolumbijską policję 23 kwietnia 1999 r.

Luis Alfredo Garavito Cubillos (ur. 25 stycznia 1957 w Génova, zm. 12 października 2023) – kolumbijski seryjny morderca, gwałciciel i pedofil nazywany Bestią. Do 1999 roku zamordował co najmniej 142 młodych chłopców.

## Życiorys
Jego ojciec karał go za jakiekolwiek kontakty z dziewczętami. Chłopiec był też wykorzystywany seksualnie przez ojca i dwóch sąsiadów. Garavito w wieku 16 lat uciekł z domu i zarabiał przez jakiś czas jako uliczny sprzedawca dewocjonaliów. Dużo pił, kilka razy próbował popełnić samobójstwo.
Serię morderstw rozpoczął w 1991 roku. Ofiary wyszukiwał głównie w pobliżu szkół. Byli nimi głównie chłopcy w wieku od ośmiu do szesnastu lat, zwykle sieroty, dzieci bezdomne lub z ubogich rodzin. Zwabiał je, oferując im drobne prezenty, pieniądze lub słodycze lub radio. Wyprowadzał je następnie w odludne tereny, a następnie krępował, gwałcił, torturował i brutalnie mordował. Często obcinał im głowy. Ciała zabitych często chował w zbiorowych mogiłach. Do czasu jego aresztowania w kwietniu 1999 roku (próby kolejnego gwałtu na nieletniej), policja znalazła ciała 114 ofiar. Policjanci nie podejrzewali, że to efekt działalności seryjnego mordercy, uważając ich za ofiary rytuałów satanistycznych.
Pierwsze ofiary znaleziono w 1997 roku, gdzie odkryto szczątki 36 dzieci zakopane w okolicach miasta Pereira.
Garavito przyznał się do makabrycznej serii morderstw na terenie kraju podczas przesłuchań w październiku 1999 roku, kiedy przedstawiono mu niezbite dowody winy. Ujawnił wówczas policjantom notes, w którym kreską zaznaczał każde zabite dziecko; było ich 140.
Luisa Garavito podejrzewa się też o dokonanie kilkunastu zabójstw i gwałtów w Ekwadorze.
Miejsce, w którym uwięziono Garavito, utrzymywano w ścisłej tajemnicy. Władze obawiały się samosądu. Maksymalny wyrok, jaki mógł otrzymać to kara pozbawienia wolności na okres od sześćdziesięciu do ponad 800 lat. Został skazany na 30 lat więzienia, jednak w wyniku współpracy z policją obniżono mu wyrok do 22 lat, z możliwością skrócenia kary do 10 lat, co spowodowało powszechne oburzenie, a prawnicy zapowiedzieli interwencję, aby nie dopuścić do zwolnienia Garavity. Ostateczny wyrok wyniósł 835 lub 1853 lata pozbawienia wolności za zabicie 189 osób. 12 października 2023 r. zmarł w szpitalu. Jego zbrodnie wstrząsnęły mieszkańcami Kolumbii i sprawiły, że wielu z nich domagało się przywrócenia kary śmierci.